# 菅谷寿鴻
菅谷 寿鴻（すがや としひろ）は日本の工学者。東芝リサーチ・コンサルティング社長附、東芝デジタルメディアネットワーク社
コアテクノロジーセンター技術顧問、電気通信大学特任教授。DVDのピット形状最適化による高記録密度化技術の開発で知られる。

## 業績
1990年代前半に、テレビ並みの映像が扱える画像圧縮技術 MPEG-2の国際標準化が始まると、CDサイズのデジタルビデオディスクの要望が高まると共に、情報分野でも大容量の光ディスクが強く望まれた。いわゆるDVD(Digital Versatile Disc)の要望である。
しかし、映画1本分(再生時間：約130分)のデジタル情報は、MPEG-2で圧縮してもCDの6倍以上と膨大であり、従来のCD技術の延長ではその実現は難しく、新しい高密度化技術が求められた。菅谷は、この映像・情報社会の新しい要望をいち早く察知し、赤色半導体レーザ、高NA対物レンズ、0.6 mm厚基板などを使う高密度化技術の開発、及び光ディスク上に信号として記録する窪みであるピットの形状最適化による高密度化の発明と実用化を進め、これらをDVD に適用してディスク片面で130 分の映像再生を世界で初めて実現した。また、DVDの規格統一に向けた技術支援を進め、1995年末の東芝を中核とした世界10 社によるDVD規格統一の合意に大きく寄与した。
その後、DVDフォーラムの主要メンバーとして各種DVDフォーマットの開発、及びVerification Policy Committee(VPC) 共同議長として、DVD製品(ディスク及び装置)の試験規格の開発などを主導し、さらにDVDの国際標準化及びJIS(日本工業規格)化を推進してきた。 
菅谷の研究開発の成果により実現したDVDは、いまや全世界規模で人々の文化生活の向上及び電子産業界の活性化に大きく貢献している。

## 経歴
- 1969年3月：電気通信大学 電気通信学部電波工学科　卒業
- 1971年3月：電気通信大学大学院 電気通信学研究科　電波工学専攻修了
- 1971年4月：東京芝浦電気（株）総合研究所　入社

（以降、(株)東芝及び同グループ企業で主に大容量記憶装置関連の技術開発業務に従事）
- 2008年1月 ： 東芝リサーチ・コンサルティング(株) 社長附

## 受賞
- 1997年5月：(社)電子情報通信学会業績賞
- 1998年4月：科学技術庁研究功績者表彰　科学技術庁官賞
- 2003年7月：(社)情報処理学会　情報規格調査会標準化貢献賞
- 2004年5月：(社)発明協会全国発明表彰　日本経済団体連合会会長発明賞
- 2008年4月：紫綬褒章
- 2012年5月：国際規格開発賞[2]